# ブカレスト大学
ブカレスト大学(Universitatea din București)は、ルーマニアの首都ブカレストにある大学。
現在、大学に在籍する学生は全体で約3万1805名である。また、教職員は約1279名を擁する。

## 沿革
源流はワラキア公コンスタンティン・ブルンコヴェアヌによって設立された1694年の聖サヴァ学院まで遡る。はじめギリシャ語で講義、のちにカリキュラム改革によってラテン語、フランス語、イタリア語の講座などを設けた。1776年から1779年のあいだにかけて新しい建物を建設した。1864年、ルーマニア公アレクサンドル・ヨアン・クザによって正式に大学として創立された。
1916年から1918年まで第一次世界大戦のため一時閉鎖された。大学は戦間期に大きく飛躍、1925年には医学部と薬学部を含む7学部で学生数は1万5000人を超えた。戦後、共産政権下においてソビエトモデルに従って再構築された。
1956年、スターリン批判、ブカレスト大学の学生たちは共産政権に対して抗議活動を行い、1989年のルーマニア革命、ブカレスト大学は反体制活動の中心の一つとなった。

## 組織

### 学部
ブカレスト大学は以下の学部から構成される。
- 経営管理学部
- 生物学部
- 化学部
- 法学部
- 哲学部
- 物理学部
- 地理学部
- 地質学・地球物理学部
- （歴）史学部
- ジャーナリズム・コミュニケーション研究学部
- 外国語・文学部
- 文学部
- 数学・計算機科学部
- 心理学・教育科学部
- 社会学・社会福祉学部
- 政治学部
- バプテスト神学部
- 正教神学部
- カトリック神学・社会福祉学部
- 通信教育部

## キャンパス

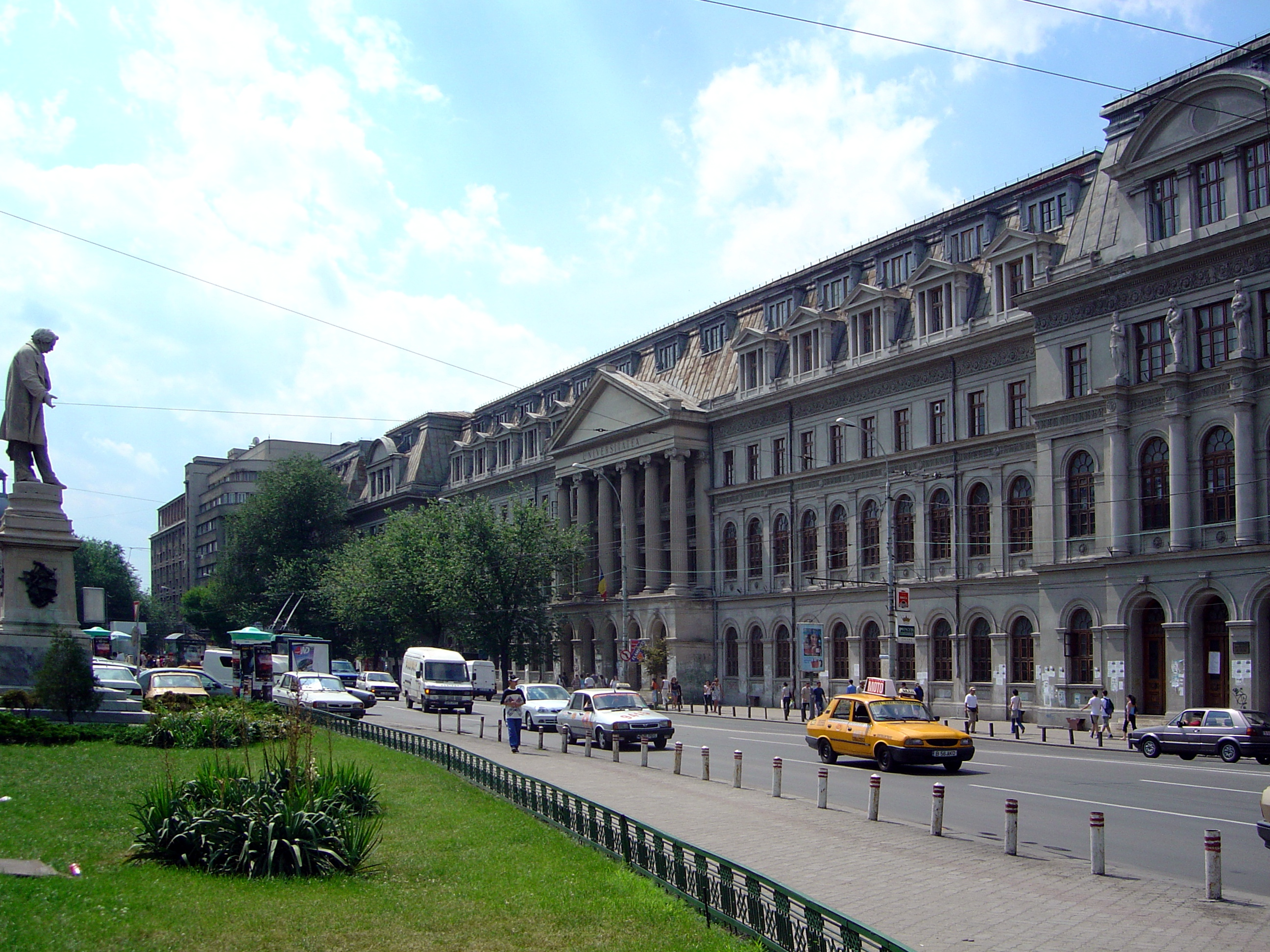
ブカレスト大学の本館
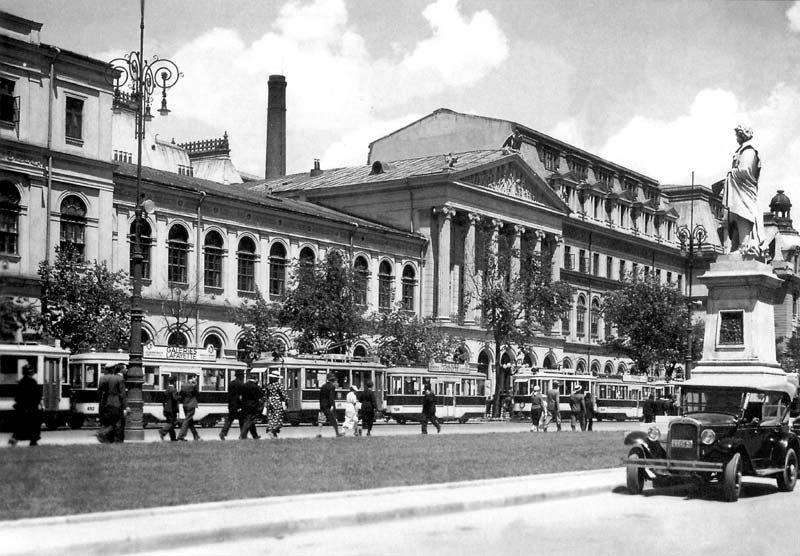
戦間期の大学本館
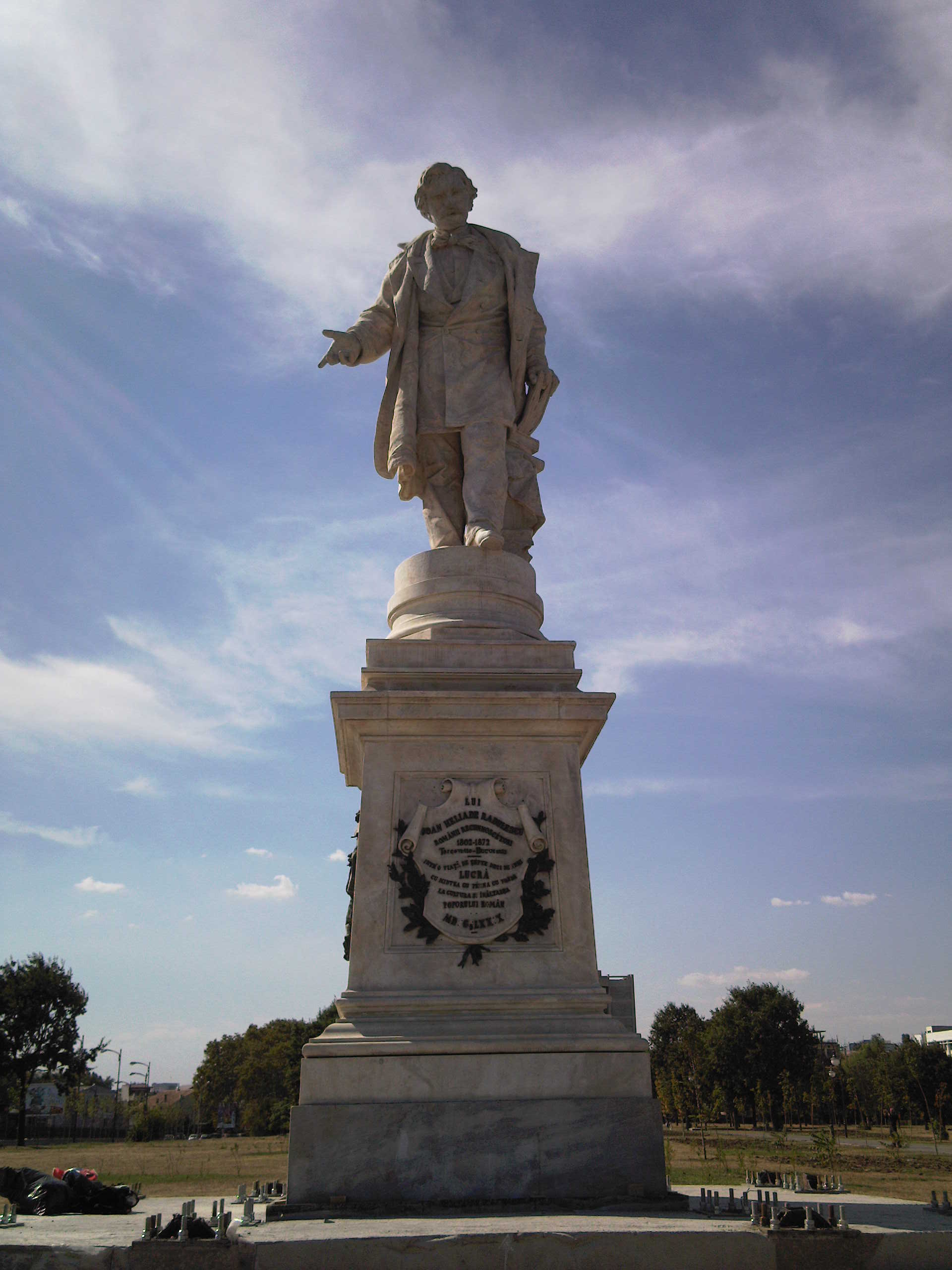
ブカレスト大学の向かい側にあるイオン・ヘリアーデ＝ラドゥレスク像
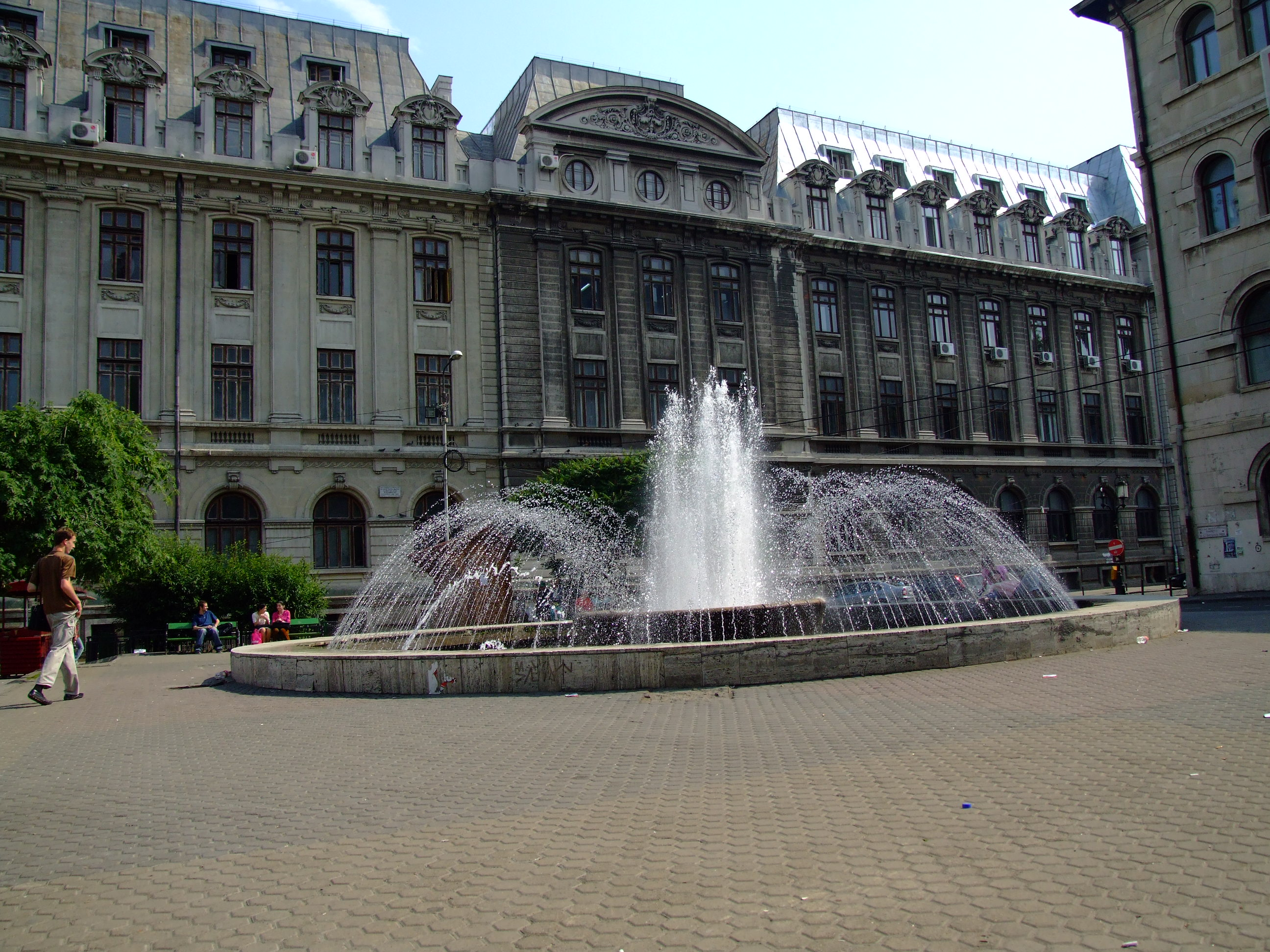
ブカレスト大学の噴水
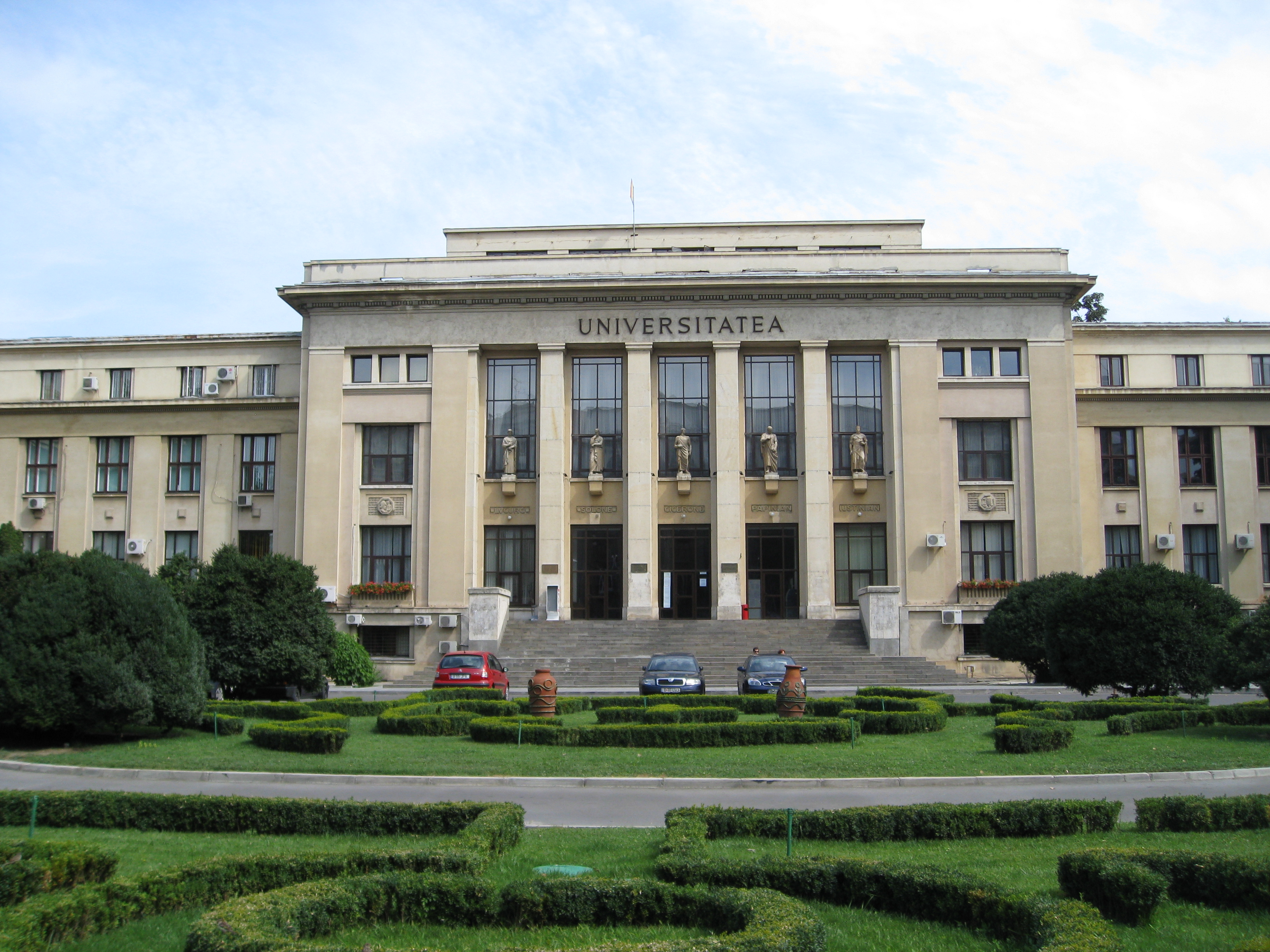
法学部の建物
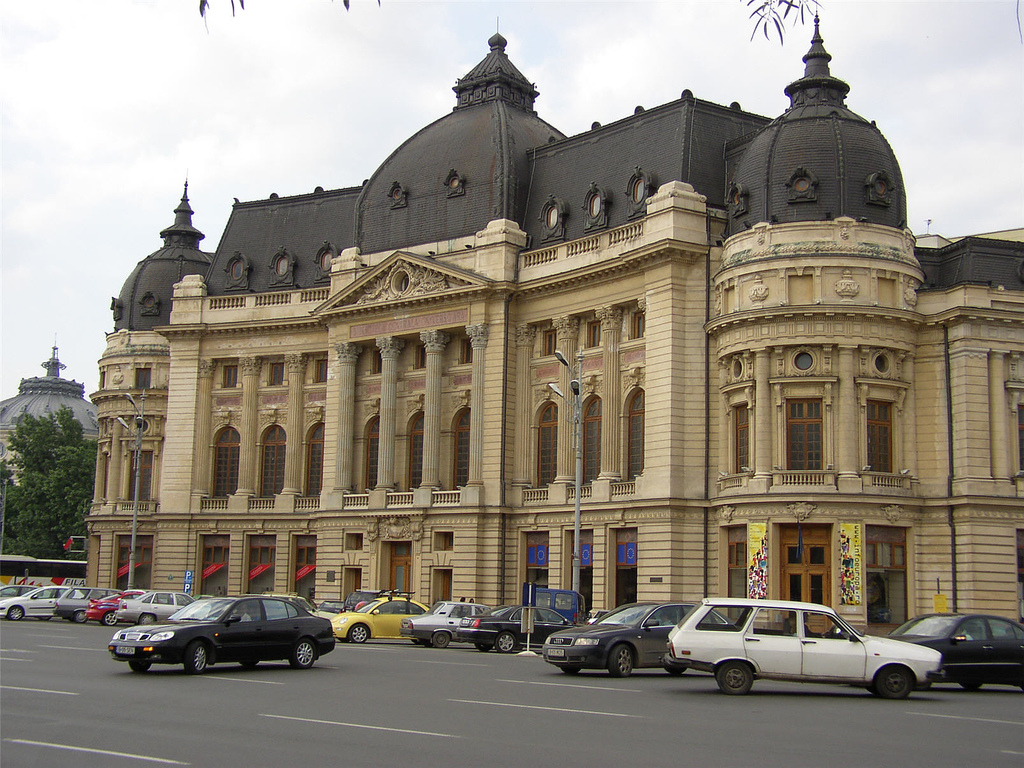
中央図書館
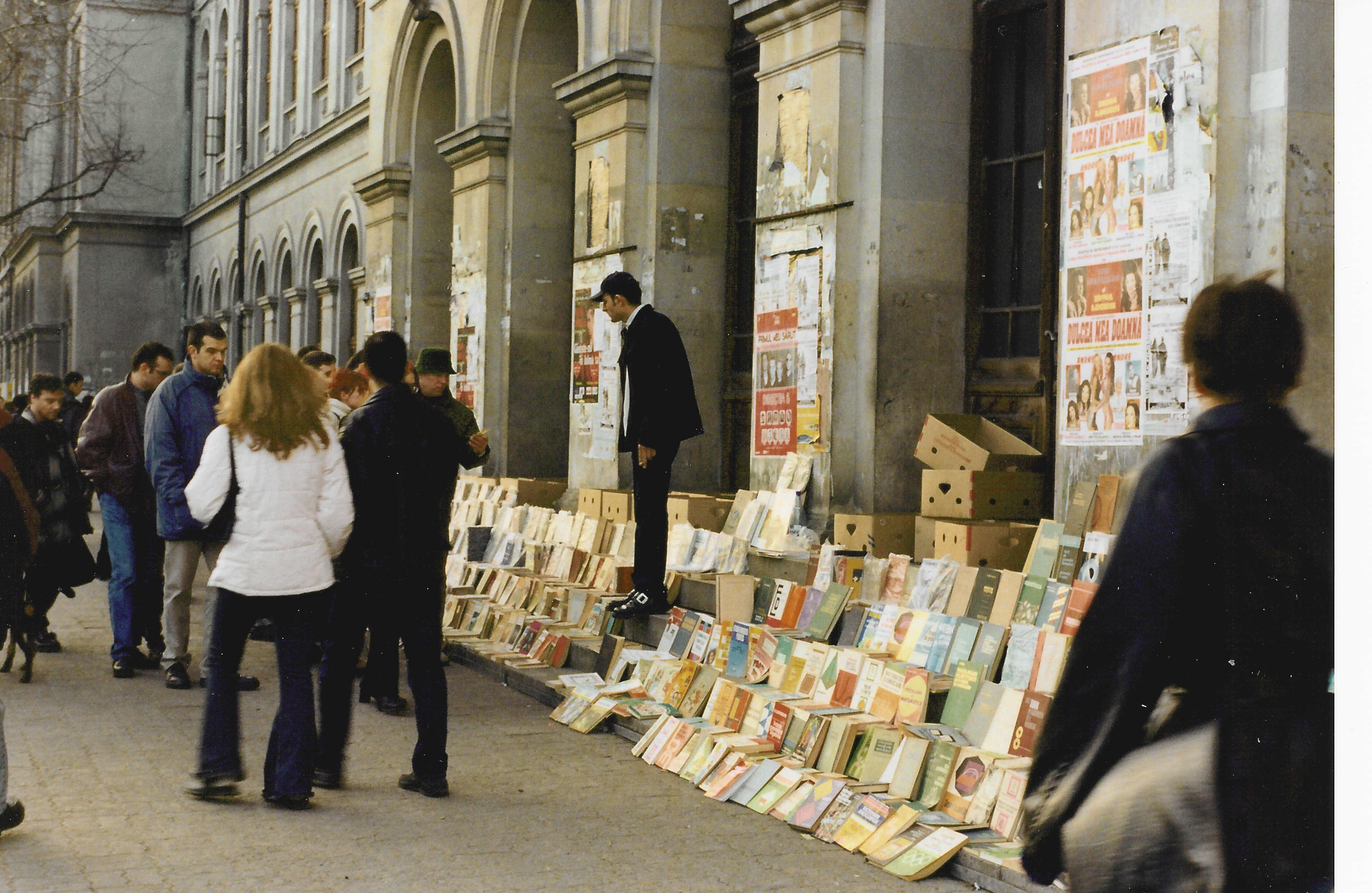
ブカレスト大学近くの路上書店

## 主な出身者
- ウジェーヌ・イヨネスコ - 劇作家
- ミルチャ・エリアーデ - 宗教学者、作家
- エミール・シオラン - 思想家、作家

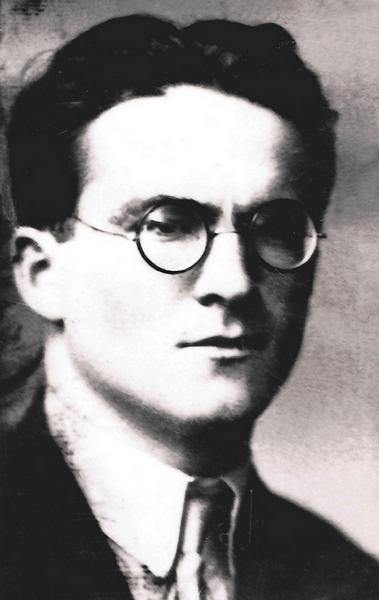
ミルチャ・エリアーデ

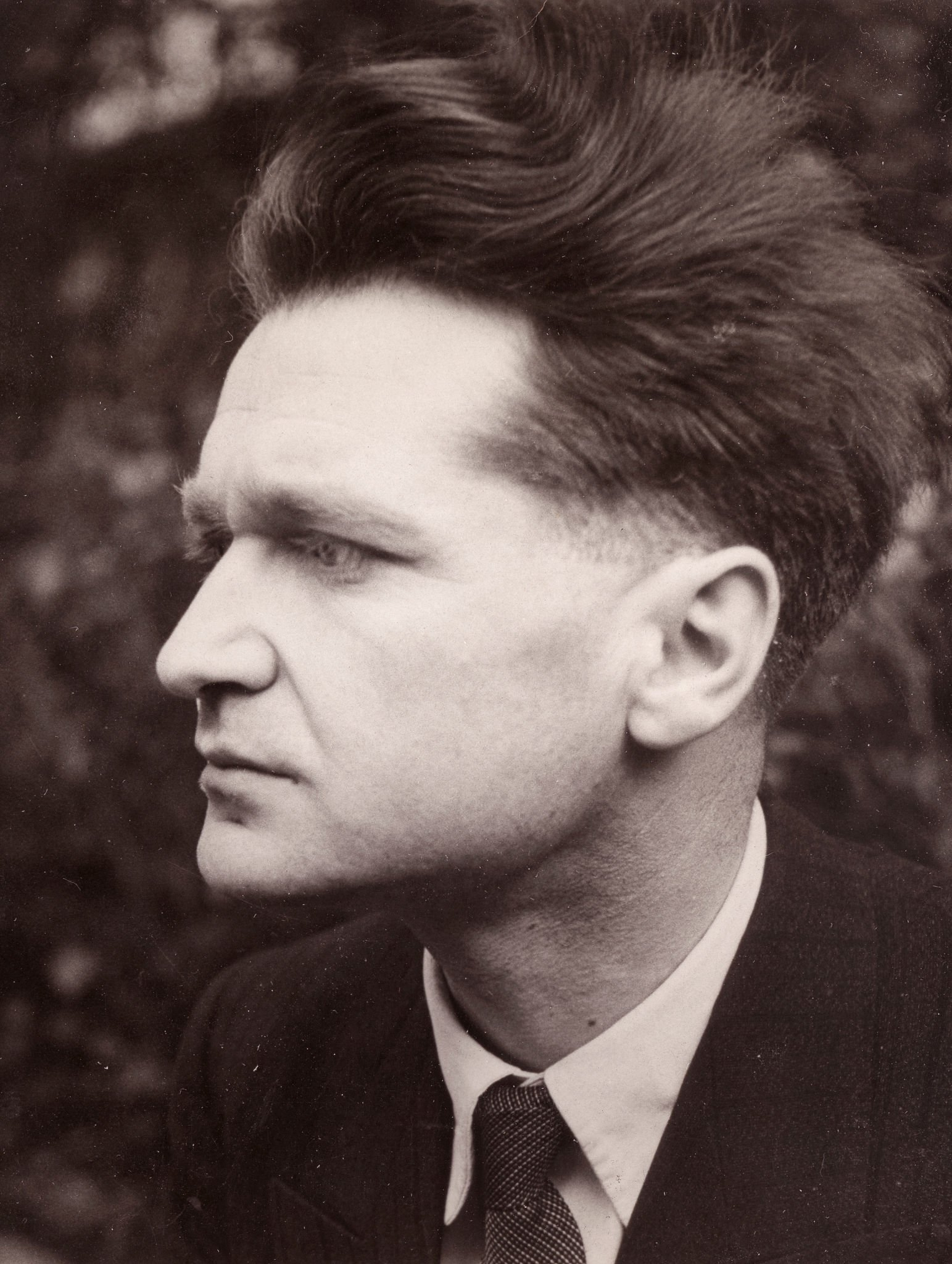
エミール・シオラン

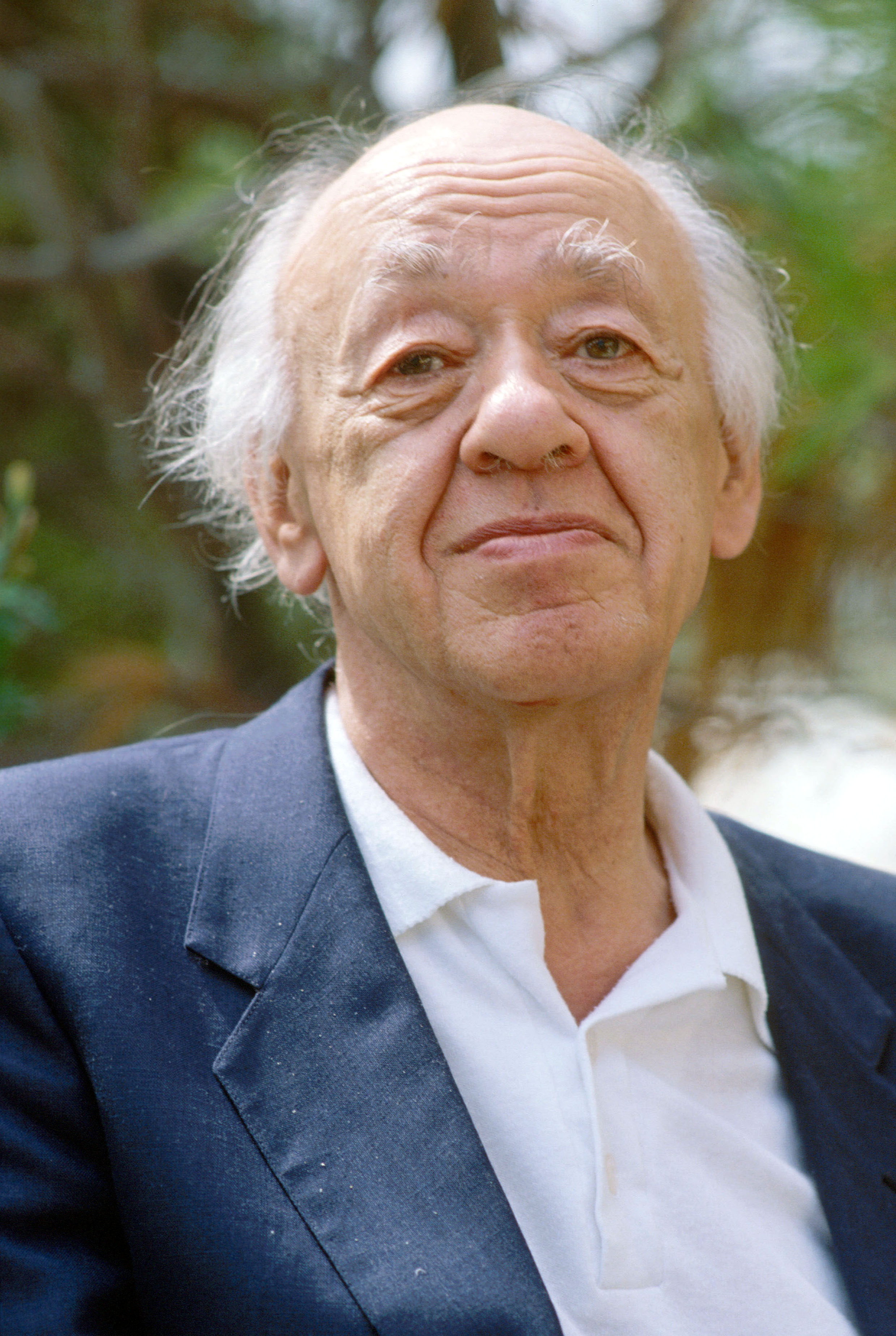
ウジェーヌ・イヨネスコ

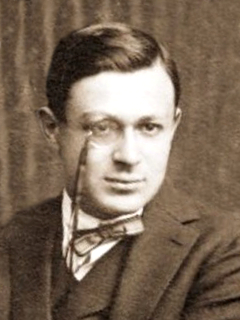
トリスタン・ツァラ

- トリスタン・ツァラ - 作家、ダダイスムの創始者
- ヨアン・ペテル・クリアーノ - 宗教学者
- ホリア・シマ - 政治家、鉄衛団の指導者
- ジョージ・エミール・パラーデ - 生物学者、ノーベル生理学・医学賞受賞者
- バラバーシ・アルベルト・ラースロー - 理論物理学者
- ドゥミトル・エネスク - 地球物理学者
- ニク・チャウシェスク - 物理学者、政治家
- ヴァレンティン・チャウシェスク - 物理学者
- リビウ・リブレスク - 工学者
- メリット・ルーレン - 言語学者
- コンスタンティン・イオン・パルホン - 医学者
- ゾヤ・チャウシェスク -　数字者
- ヴァレンティン・ポエナル - 数学者
- ジョージ・ルスティック - 数学者
- ミハイ・アントネスク - 第二次世界大戦期の政治家、外務大臣
- エミル・コンスタンティネスク - 政治家
- アドリアン・ナスタセ - 政治家
- ヴィオリカ・ダンチラ - 政治家、首相
- ヴィクトル・ポンタ - 政治家、首相
- アンドレイ・ポポフ - 外交官、政治家
- クリスティアナ・パスカ・パルマ― - 政治家
- エドゥアルト・リンデンベルク - 指揮者
- アルマンド・カリネスク - 経済学者、政治家
- ミルチャ・カルタレスク - 作家
- ソール・スタインバーグ - 漫画家
- クリスティアン・ムンジウ - 映画監督
- ギャルマト・ボグダン - テレビプロデューサー
- ローナ・ハートナー - 女優、歌手
- ペーター・ザドロ - 楽器奏者
- 緒方靖夫 - 政治家、国会議員
- 六鹿茂夫 - 政治学者
- 直野敦 - 文学者
- 住谷春也 - 文学者
- 遠藤為成 - 歯科医